# Dennis
Dennis ist ein männlicher Vorname, der auch als Familienname Verwendung findet.

## Herkunft und Bedeutung
Der Vorname Dennis leitet sich von Dionysos, dem griechischen Gott des Weines, des Wahnsinns, der Fruchtbarkeit, der Ekstase und der Freude, ab.
Dennis ist ein in Schottland und den USA verbreiteter Vorname. Der heilige Dionysius von Paris (französisch: St. Denis), der im 3. Jahrhundert als Missionar nach Lutetia (das spätere Paris) kam, trug als erster Bischof der Stadt zu dessen Verbreitung bei. Er ist Schutzpatron von Paris und einer der Vierzehn Nothelfer.
Durch den Kinofilm Dennis (Dennis the Menace) von 1993 und die gleichnamige US-Sitcom (1959–1963), die auf eine amerikanische Comicfigur zurückgehen, wurde der Name in Deutschland populär. 

## Namenstag
Namenstag ist der 9. Oktober.

## Varianten
- belarussisch: Dsjanis
- englisch: Denis
- französisch: Denis
- lettisch: Deniss
- litauisch: Denisas
- portugiesisch: Dinis, Diniz
- russisch: Denis
- ukrainisch: Denys

Der türkische männliche und weibliche Vorname und Familienname Deniz ist etymologisch nicht verwandt, sondern basiert auf dem türkischen Wort deniz „Meer“.

## Namensträger

### Vorname
- Dennis Alexio (* 1959), US-amerikanischer Schauspieler und Kickboxer
- Dennis Banks (1937–2017), Mitbegründer und Aktivist des American Indian Movement (AIM)
- Dennis Bergkamp (* 1969), niederländischer Fußballspieler
- Dennis Brammen (Br4mm3n; * 1988), deutscher Let’s Player von PietSmiet & Co., siehe PietSmiet
- Dennis Breder (* 1980), deutscher Schachspieler und -trainer
- Dennis Brinkmann (* 1978), deutscher Fußballspieler
- Dennis Brunod (* 1978), italienischer Skibergsteiger und Skyrunner
- Dennis Cardoza (* 1959), US-amerikanischer Politiker
- Dennis Budimir (1938–2023), US-amerikanischer Jazzgitarrist
- Dennis Chan (* 1949), chinesischer Schauspieler, Drehbuchautor, Regisseur und Filmproduzent
- Dennis Chavez (1888–1962), US-amerikanischer Politiker
- Dennis Egberth  (* 1989), schwedischer Jazzmusiker
- Dennis Ehrhardt (* 1974), deutscher Schriftsteller, Hörspielregisseur und -produzent
- Dennis Farina (1944–2013), US-amerikanischer Schauspieler
- Dennis Fentie (1950–2019), kanadischer Politiker
- Dennis Foggia (* 2001), italienischer Motorradrennfahrer
- Dennis Gábor (1900–1979), ungarisch-britischer Ingenieur
- Dennis Gaubatz (* 1940), US-amerikanischer American-Football-Spieler
- Dennis Geiger (Fußballspieler, 1984) (* 1984), deutscher Fußballspieler
- Dennis Geiger (Fußballspieler, 1998) (* 1998), deutscher Fußballspieler
- Dennis Herrold (1927–2002), US-amerikanischer Musiker
- Dennis Holmes (* 1950), US-amerikanischer Schauspieler
- Dennis Hopper (1936–2010), amerikanischer Schauspieler und Regisseur
- Dennis Jastrzembski (* 2000), deutsch-polnischer Fußballspieler
- Dennis Johnson (1954–2007), amerikanischer Basketballspieler
- Dennis Lippert (* 1996), deutscher Fußballspieler
- Dennis Lippert (1996–2019), deutscher Motorradrennfahrer
- Dennis Liwewe (1936–2014), malawisch-sambischer Fußballspieler, Sportjournalist und Fußballkommentator
- Dennis Lyxzén (* 1972), schwedischer Sänger
- Dennis McCoy (* 1945), US-amerikanischer Skirennläufer
- Dennis McBride (* 1953), US-amerikanischer Politiker
- Dennis L. Meadows (* 1942), US-amerikanischer Ökonom und Autor
- Dennis Müller (Model) (* 1980), deutsches Model
- Dennis Müller (Tischtennisspieler) (* 1989), deutscher Tischtennisspieler
- Dennis O’Neil (1939–2020), US-amerikanischer Schriftsteller und Comicautor
- Dennis Prager (* 1948), US-amerikanischer, Journalist, Autor und Redner
- Dennis Quaid (* 1954), amerikanischer Schauspieler
- Deniss Rakeļs (* 1992), lettischer Fußballspieler
- Dennis Ritchie (1941–2011), amerikanischer Informatiker
- Dennis Rodman (* 1961), amerikanischer Basketballspieler
- Dennis Saikkonen (* 1992), Schweizer Eishockeyspieler
- Dennis Schmidt-Foß (* 1970), deutscher Schauspieler und Synchronsprecher
- Dennis Schröder (* 1993), deutscher Basketballspieler
- Dennis Schulp (* 1978), niederländischer Fußballspieler
- Dennis Seidenberg (* 1981), deutscher Eishockeyspieler und Stanley-Cup-Sieger 2011
- Dennis Smarsch (* 1999), deutscher Fußballtorwart
- Dennis Sonne (* 1984), deutscher Politiker (Bündnis 90/Die Grünen)
- Dennis Strich (* 1966), deutscher Fußballspieler, siehe Denni Strich
- Dennis Wilms (* 1975), deutscher Fernsehmoderator
- Dennis Wilson (1944–1983), US-amerikanischer Popmusiker

### Familienname
- Aaron Dennis (* 1993), US-amerikanischer Fußballspieler
- Adam Dennis (* 1985), kanadischer Eishockeyspieler
- Arthur Dennis (1846–1920), US-amerikanischer Politiker
- C. J. Dennis (Clarence Michael James Dennis; 1876–1938), australischer Journalist und Schriftsteller
- Cathy Dennis (* 1969), britische Musikschaffende
- Clare Dennis (1916–1971), australische Schwimmerin
- Claude Dennis (1942–1978), US-amerikanischer Mörder
- Danfung Dennis (* um 1982), US-amerikanischer Fotojournalist, Kriegsberichterstatter und Dokumentarfilmer
- David W. Dennis (1912–1999), US-amerikanischer Politiker
- Duane Dennis (* 1969), kanadischer Eishockeyspieler
- Eddie Dennis (* 1986), walisischer Wrestler
- Emmanuel Dennis (* 1997), nigerianischer Fußballspieler
- Eric Dennis, US-amerikanischer Basketballtrainer
- Eugene Dennis (1905–1961), US-amerikanischer Politiker
- Felix Dennis († 2014), britischer Verleger
- Gabrielle Dennis (* 1981), US-amerikanische Schauspielerin
- Geoffrey Dennis (1892–1963), britischer Schriftsteller
- George Dennis (1814–1898), britischer Diplomat und Altertumsforscher
- George R. Dennis (1822–1882), US-amerikanischer Politiker
- Gill Dennis (1941–2015), US-amerikanischer Drehbuchautor
- Hugh Dennis (* 1962), britischer Komiker, Schauspieler und Moderator
- Jack Dennis (* 1931), US-amerikanischer Informatiker
- Jake Dennis (* 1995), britischer Automobilrennfahrer
- James Dennis, 1. Baron Tracton (1721–1782), irischer Politiker und Richter
- James Dennis (Leichtathlet) (* 1976), US-amerikanischer Diskuswerfer
- James Dennis (Schauspieler), US-amerikanischer Schauspieler
- James L. Dennis (* 1936), US-amerikanischer Richter
- Jasauna Dennis (* 2004), jamaikanischer Sprinter
- John Dennis (Dramatiker) (1657–1734), englischer Dramatiker und Kritiker
- John Dennis (Politiker, 1771) (1771–1806), US-amerikanischer Politiker (Maryland)
- John Dennis (Politiker, 1807) (1807–1859), US-amerikanischer Politiker (Maryland)
- John Dennis (Bischof) (1931–2020), britischer anglikanischer Theologe
- John Stoughton Dennis (1820–1885), kanadischer Landvermesser, Offizier und Beamter
- John V. Dennis (1916–2002), US-amerikanischer Ornithologe und Botaniker
- Lawrence Dennis (1893–1977), US-amerikanischer Diplomat
- Littleton Purnell Dennis (1786–1834), US-amerikanischer Politiker
- Louis Munroe Dennis (1863–1936), US-amerikanischer Chemiker
- Matt Dennis (1914–2002), US-amerikanischer Jazz-Pianist, Sänger und Songwriter
- Michael Dennis (* 1992), deutscher Goalballer
- Nigel Dennis (Hispanist) (1949–2013), britischer Literaturwissenschaftler
- Nigel Forbes Dennis (1912–1989), britischer Schriftsteller
- Norman Dennis (1929–2010), britischer Soziologe
- Olive Dennis (1885–1957), US-amerikanische Eisenbahn-Ingenieurin
- Patrick Dennis (1921–1976), US-amerikanischer Autor
- Richard Dennis (* 1949), US-amerikanischer Börsenspekulant
- Richard William George Dennis (1910–2003), englischer Pilzkundler
- Rohan Dennis (* 1990), australischer Radrennfahrer
- Ron Dennis (* 1947), britischer Formel-1-Rennstallleiter
- Roy L. Dennis (1961–1978), US-amerikanischer Junge
- Sandy Dennis (1937–1992), US-amerikanische Schauspielerin
- Simon Dennis (* 1976), britischer Ruderer
- Teah Dennis (* 1992), liberianischer Fußballspieler
- Tom Dennis (1881–1939), englischer Billardspieler
- Wesley Dennis (1903–1966), US-amerikanischer Illustrator
- Will Dennis (* 2000), englischer Fußballtorhüter
- Willie Dennis (1926–1965), US-amerikanischer Jazzposaunist
- Willye Dennis (1926–2012), US-amerikanische Politikerin und Bürgerrechtsaktivistin

### Unternehmen
- Dennis Brothers, britischer Automobil- und Nutzfahrzeughersteller
- John Dennis & Company, britischer Hersteller von Cyclecars, siehe Dennis (Cyclecar)

### Bühnenfigur
- Dennis aus Hürth, eine bekannte Figur des Komikers Martin Klempnow
- Dennis Comicfigur von Hank Ketcham